# 안영주
안영주(安永珠, 1938년 1월 19일 ~ 2015년 10월)는 대한민국의 성우이다. 서울중앙방송 제2기 성우로 무대극에서도 뛰어난 연기를 하고 있다. 대학시절부터 학생극에 출연하였다. 〈안시 성의 꽃 송이〉에서 독특한 연기를 하여 성우로의 위치를 굳혔으며, 현재는 무대와 텔레비전 드라마에서 확고한 자리를 차지하고 있다.

## 성우 활동

### 애니메이션 영화
- 호피와 차돌바위

## 연기 활동

### 텔레비전 드라마/텔레비전 시트콤
- 1999년 KBS2 금요드라마 《부부클리닉 사랑과 전쟁》
- 2009년 MBC 일일시트콤 《지붕뚫고 하이킥!》 - 순재의 부인 역
- 2011년 SBS 특별기획 《신기생뎐》 - 박애자 역

## 연기 외 활동

### 라디오 프로그램
- KBS 무대 10년(황혼 블루스) (KBS)
- KBS 무대 10년(반달 송편) (KBS)